# Thiadiaye
Thiadiaye, także: Tiadiaye – miasto w Senegalu, w regionie Thies. Według danych szacunkowych na rok 2007 liczy 11 254 mieszkańców.